# Гетто в Хомске
Гетто в Хо́мске (июль 1941 — август 1941) — еврейское гетто, место принудительного переселения евреев деревни Хомск Хомского сельсовета Дрогичинского района Брестской области и близлежащих населённых пунктов в процессе преследования и уничтожения евреев во время оккупации территории Белоруссии войсками нацистской Германии в период Второй мировой войны.

## Оккупация Хомска и создание гетто
До войны в местечке Хомск проживало не менее 1000 евреев.
Деревня была захвачена немецкими войсками 25 июня 1941 года, и эвакуироваться из евреев деревни почти никто не успел.
Реализуя нацистскую программу уничтожения евреев, немцы создавали гетто почти во всех городах и населённых пунктах Беларуси, где проживало еврейское население. Так и в Хомске к концу июля 1941 года оккупанты создали гетто и заставили евреев организовать юденрат.

## Уничтожение гетто
Гетто в Хомске просуществовало недолго — 3-4 недели, и было уничтожено во время карательной операции нацистов «Припятские болота» (Pripiatsee) или «Припятский марш», предусматривавшей отработку и проведение первых массовых убийств евреев войсками СС на территории Беларуси.
14 (2) августа 1941 года в деревню с востока вошла кавалерийская часть СС, которая дислоцировалась в Белостоке — всего более 150 карателей.
На следующий день евреев отделили от местных жителей, срезали пуговицы с брюк и забрали ремни. Примерно 40 человек неевреев отвели на северную окраину местечка и заставили выкопать траншею. Толстый немец в крестах отмерил шагами 30 м и сказал, что яма должна быть 30 м длины и 4 м глубины.
16 августа 1941 года евреям Хомска приказали взять все ценные вещи и идти на окраину деревни. У обреченных людей забирали вещи, отделяли женщин с детьми от мужчин, после чего мужчин увели, заставили раздеться и расстреляли на краю ямы.
После убийства каждой партии евреев немцы выпивали по рюмке шнапса и весело смеялись. Местных мужиков заставляли спускаться в яму и ровно укладывать тела убитых.
На второй день раввину отрезали бороду и издевательски приказали сдать «контрибуцию» — мешок золота и мешок долларов. После этого женщинам было приказано взять детей и самые дорогие вещи (по несколько килограмм) якобы для переезда в Палестину. Их построили в колонну и отвели на край деревни к старому кладбищу в овраг. Когда колонна остановилась у оврага, людей расстреляли из пулемета.
К концу дня все евреи Хомска были убиты, их братскую могилу только слегка присыпали землей. Тем, кого заставляли укладывать убитых и закапывать могилу, немцы дали воды вымыть руки от крови и под угрозой смерти приказали никому не рассказывать о происшедшем.
Земля в братской могиле шевелилась, были слышны стоны заживо закопанных людей. Немцы заставляли местных откапывать их и добивали раненых. Один еврейский юноша, которого накануне не было в местечке, на второй день пришел сам и попросил расстрелять и его. Немец достал пистолет и убил парня.
Спустя некоторое время немцы пригнали в Хомск небольшую группу евреев из Шерешёво, использовали их на тяжелых работах и вскоре тоже убили.
Всего в Хомске были убиты около 2000 евреев — как местных, так и из ближних населённых пунктов.

## Память
В Хомске установлены два памятника местным жертвам геноцида евреев. Один — на братской могиле женщин и детей, и второй — на братской могиле евреев-мужчин.
Опубликованы неполные списки убитых в Хомске евреев